# Силва-Эшкура (Майа)
Силва-Эшкура (порт. Silva Escura) — район (фрегезия) в Португалии, входит в округ Порту. Является составной частью муниципалитета Майа. Находится в составе крупной городской агломерации Большой Порту. По старому административному делению входил в провинцию Дору-Литорал. Входит в экономико-статистический субрегион Большой Порту, который входит в Северный регион. Население составляет 2113 человек на 2001 год. Занимает площадь 5,58 км².
Покровителем района считается Дева Мария (порт. Santa Maria).